# Uniejów-Parcela
Uniejów-Parcela est une localité polonaise de la gmina de Charsznica, située dans le powiat de Miechów en voïvodie de Petite-Pologne.